# Opactwo Świętej Maryi Wniebowziętej w Monteveglio
Opactwo Świętej Maryi Wniebowziętej (wł. Abbazia di Santa Maria Assunta, Abbazia di Monteveglio) – średniowieczne kościół i opactwo położone na szczycie wzgórza nad Monteveglio, 25 km na zachód od Bolonii.

## Historia
Osadnictwo rzymskie w tym rejonie rozpoczęło się po wybudowaniu w 187 p.n.e. Via Aemilia. W I w. n.e.  wokół dzisiejszego opactwa wznoszą się rzymskie wille. Przypuszcza się, że istniała tu wówczas rzymska świątynia, na której ruinach zbudowano później kościół. Dowodzić tego mogą liczne marmurowe pozostałości użyte w wielu miejscach kompleksu sakralnego.
Pierwsze pewne wzmianki na temat chrześcijańskiej świątyni datują się na rok 973. Dokument został wystawiony z okazji przekazania przez biskupa bolońskiego Alberta biskupowi parmeńskiemu Uberto i wspomina kościół z chrzcielnicą. Niektóre źródła przesuwają datę jej budowy na V w. (okres bizantyjsko-longobardzki), co czyni ją jedną z najstarszych świątyń romańskich w okolicach Bolonii. W tamtym okresie udało jej się zachować niezależność od potężnego i wpływowego opactwa w Nonantoli.
W 1015 biskupem Parmy i opatem Nonantoli  zostaje Zygfryd II z Canossy i Monteveglio staje się feudum rodu Attonich. Między XI i XII w. zostaje wzniesione opactwo. Zostało ufundowane przez Matyldę z Kanossy, być może jako wotum dziękczynne po ocaleniu od oblężenia przez wojska Henryka IV w 1092. Pomiędzy tym rokiem a 1100 do opactwa przybyli kanonicy regularni św. Frygidiana z Lukki (Canonici Regolari di San Frediano di Lucca). Ich zasługą jest budowa kościoła. Jako materiał zostały użyte cegły (wł. laterizio, łac. lateres) – ceniony materiał budowlany na terytorium bolońskim. Styl budowli naśladuje wzory toskańskie.
W 1198 w nieistniejącym już dziś wirydarzu opactwa mieszkańcy Monteveglio podpisali akt poddania się Bolonii.
Wraz z upadkiem znaczenia zamku obronnego, podupada również opactwo. Po 1455 kanonicy św. Frygidiana zostają zastąpieni przez kanoników regularnych laterańskich z Bolonii (Canonici Lateranensi di San Giovanni in Monte di Bologna). Rozpoczyna się kolejny okres świetności klasztoru. Zostają rozbudowane dwa wirydarze, wybudowano dzwonnicę oraz ozdobiono i wyposażono kościół. Na szczególną uwagę zasługuje obraz Lorenzo Costy przedstawiający Wniebowziętą. Oryginał obecnie jest przechowywany w Pinacoteca Nazionale w Bolonii, a w kościele pozostała kopia. Na 1468 przypada apogeum świetności opactwa, któremu w tym czasie podlega 65 kościołów. Wzrost znaczenia kościoła widoczny jest również w rozszerzaniu się terenu, które należało do parafii oraz w zmieniającej się tytulaturze przełożonego: archiprezbiter, przeor, a ostatecznie – w latach opat z przywilejem noszenia insygniów biskupich. Przywilej ten opaci zachowali do 1796, a później, na mocy specjalnego przywileju papieskiego, w latach 1934-1977.
W ciągu wieków do opactwa należały: opactwo św. Fabiana, klasztor św. Apolinarego w Serravalle i klasztor w Fagnano oraz dwa szpitale. Przez prawie 300 lat opactwo zarządzało bolońskim szpitalem S. Maria della Carità. Do niego również należał boloński kościół S. Apollinare in Porta Nuova, zburzony w 1256.
25 marca 1527, za rządów opata Ludovico Landrianiego, opactwo było świadkiem oblężenia przez landsknechtów Karola V zdążających do Rzymu. Według tradycji żołnierze odstąpili od oblężenia, przymuszeni nagłą śnieżycą i wezbranymi wodami potoku Ghiaia. Do dziś wydarzenie to upamiętnia w pierwszą niedzielę czerwca (wg innych źródeł – 25 marca) procesja dziękczynna, w której zanosi się do kościoła jako dar świecę.
Kompleks miał już za sobą lata świetności, kiedy w 1796 reforma Napoleona zakończyła jego istnienie.
W maju 1799 ówczesny archiprezbiter ks. Guiducci gości tu Ugo Foscolo, który incognito przechodzi w Monteveglio rekonwalescencję i zostaje aresztowany jako szpieg austriacki.
W latach 1925–1934 opactwo przechodzi gruntowny remont kierowany przez architekta Giuseppe Rivaniego. Odtwarza oryginalną architekturę i usuwa późniejsze struktury.
W latach sześćdziesiątych XX w. w murach opactwa przebywa La piccola famiglia dell'Annunziata – wspólnota założona w 1961 przez ks. Giuseppe Dossettiego.
Obecnie (2022) w opactwie przebywa wspólnota franciszkańska fratelli di san Francesco.

## Architektura

### Kościół
Kościół zachował romański układ przestrzenny z początków pobytu kanoników św. Frygidiana. Zorientowany wzdłuż osi wschód-zachód z oryginalną XII-wieczną fasadą skierowaną na zachód. Wnętrze położone na trzech poziomach: część dla wiernych, podwyższone prezbiterium, pod nim obniżona krypta. Do wnętrza kościoła prowadzą 4 wejścia: główne w fasadzie, boczne w południowej ścianie i 2 łączące opactwo z kryptą i prezbiterium.
Część dla wiernych jest podzielona na 3 nawy kolumnami zakończonymi ostrymi łukami inspirowanymi sztuką arabską.  W prawej nawie znajduje się marmurowa tablica pamiątkowa poświęcona Matyldzie z Canossy. Na dwóch kolumnach u szczytu nawy głównej znajdują się kapitele z grawerunkiem, z okresu obecności kanoników regularnych laterańskich. W posadzce nawy głównej znajduje się płyta nagrobna z XVII-wiecznym grawerunkiem. Nagrobek zamyka dostęp do cmentarza kanoników, znajdującego się pod posadzką kościoła.
Z nawy głównej barokowe schody prowadzą do prezbiterium, znajdującego się nad kryptą i oświetlonego monoforami zamkniętymi alabastrowymi płytami. W centrum prezbiterium zwieńczonego trzema apsydami znajduje się wsparty na pięciu kolumnach ołtarz z czerwonego marmuru z Werony. Po prawej stronie znajdują się XVIII-wieczne organy, a w ścianie po lewej tablica upamiętniająca oblężenie przez wojska Karola V.
Krypta podzielona jest na cztery nawy filarami i cylindrycznymi kolumnami. Różniące się od siebie bazy i kapitele kolumn świadczą o wielu przeróbkach na przestrzeni wieków. Kryptę zamykają trzy apsydiole, w których znajdują się trzy ołtarze sarkofagowe. Mensę centralnego ołtarza stanowi autentyczna rzymska płyta nagrobna. W posadzce przed nim jest umieszczona płyta nagrobna z okresu pobytu kanoników laterańskich. Monofory w apsydiolach są wykonane z alabastru i nigdy nie były wymieniane.
Chrzcielnica w prawej nawie krypty pochodzi z epoki Longobardów, podobnie jak jeden z kapiteli.
Dzwonnica wzniesiona w XV w. nie opiera się na żadnych fundamentach, lecz została zbudowana na północnej apsydzie.
Kościół jest praktycznie pozbawiony malowideł, z wyjątkiem kilku XVI-wiecznych fresków w krypcie. W sklepieniach i apsydach znajdują się dyskretne malowidła z XV i XVI w. o wyraźnym średniowiecznym charakterze. Prezbiterium jest ozdobione czerwonymi pasami i czarnymi motywami ornamentalnymi, częściowo oryginalnymi z XIII wieku, a częściowo wykonanymi ponownie podczas ostatniej renowacji.
Nad ołtarzem zawieszony jest drewniany krucyfiks z XV w. pokryty polichromią.

### Opactwo
Z krypty i z prezbiterium można przejść do zakrystii, która jest częścią klasztoru. Znajduje się tu okazała szafa z 1487 inkrustowana figurami przedstawiającymi fontanny, kościoły, zamki, kwiaty i serce na kielichu. Znajduje się również XV-wieczny pulpit z rzeźbionego drewna, z herbami opactwa i zamku Monteveglio oraz  zegar kolumnowy w jasnych kolorach. Przechowuje się tu obraz (tempera na płótnie) Madonny z Dzieciątkiem zwanej „della Rondine”, nieznanego autora z końca XV wieku, który pierwotnie znajdował się w oratorium Bractwa Santa Maria della Rondine.
W środku klasztoru znajduje się czworoboczny XV-wieczny wirydarz z arkadami, ozdobiony dwiema ceglanymi studniami i łukami z kutego żelaza. Otaczają go dwupoziomowe krużganki, liczące sześć łuków z północy na południe i siedem ze wschodu na zachód. Na parterze znajdują się starożytne malowane tablice przypominające historię klasztoru, a na górnym poziomie cele zajmowane przez kanoników do końca XVIII wieku.
Po północnej stronie opactwa znajduje się jedyny zachowany portyk romańskiego krużganka, składający się z ośmiu nienaruszonych łuków. Był częścią pierwotnej struktury klasztoru i świadkiem podpisania aktu poddania się Bolonii w 1198. W pierwszej połowie XIX wieku trzy z czterech stron zostały rozebrane. Z oryginalnej konstrukcji pozostały jedynie kapitele, każdy w innym stylu. W ogrodzie znajduje się XVIII-wieczna murowana studnia z charakterystycznym daszkiem. Na piętrze, oprócz loggii, znajdują się cele kanoników, odrestaurowane z drewnianymi sufitami w XV-wiecznym stylu bolońskim.

## Turystyka
Kościół i opactwo znajdują się dziś na terenie parku regionalnego (Parco Regionale Abbazia di Monteveglio). Wyznaczone szlaki turystyczne pozwalają na poznanie przyrody oraz historii tego terenu. Kościół można zwiedzać codziennie w okresie wiosenno-letnim, a wirydarz klasztorny w niedziele i święta.
Monteveglio jest również jednym z przystanków na szlaku Piccola Cassia – starożytnej drodze (z czasów kolonizacji rzymskiej) łączącej Nonantolę i S. Giovanni in Persiceto na Nizinie Padu z Via Cassia w okolicach Lukki i Pistoi.